# Comarca Olivenza
Die Comarca Olivenza ist eine der zwölf Comarcas in der Provinz Badajoz.
Die im Westen der Provinz gelegene Comarca umfasst sieben Gemeinden auf einer Fläche von 1.305,10 km².

## Gemeinden
| Gemeinde              | Einwohner (2024) | Fläche km² | Dichte Einw./km² | Cod INE | Postleitzahl     |
| --------------------- | ---------------- | ---------- | ---------------- | ------- | ---------------- |
| Alconchel             | 1.626            | 294,95     | 6                | 06007   | 06131            |
| Cheles                | 1.177            | 47,94      | 25               | 06042   | 06105            |
| Higuera de Vargas     | 1.856            | 67,60      | 27               | 06066   | 06132            |
| Olivenza              | 11.742           | 430,14     | 27               | 06095   | 06100, 6106–6109 |
| Táliga                | 660              | 31,31      | 21               | 06129   | 06133            |
| Valverde de Leganés   | 4.218            | 72,98      | 58               | 06143   | 06130            |
| Villanueva del Fresno | 3.274            | 360,18     | 9                | 06154   | 06110            |
| Comarca Olivenza      | 24.553           | 1.305,10   | 19               | –       | –                |

## Nachweise
1. ↑  Instituto Nacional de Estadística Municipal Register of Spain
2. ↑  FUENTE: Ministerio de Agricultura, Pesca y Alimentación